# Pontes Gestal
Pour les articles homonymes, voir Pontes.
Pontes Gestal est une municipalité brésilienne de la microrégion de Votuporanga.